# Gustavo Eduardo Ainchil

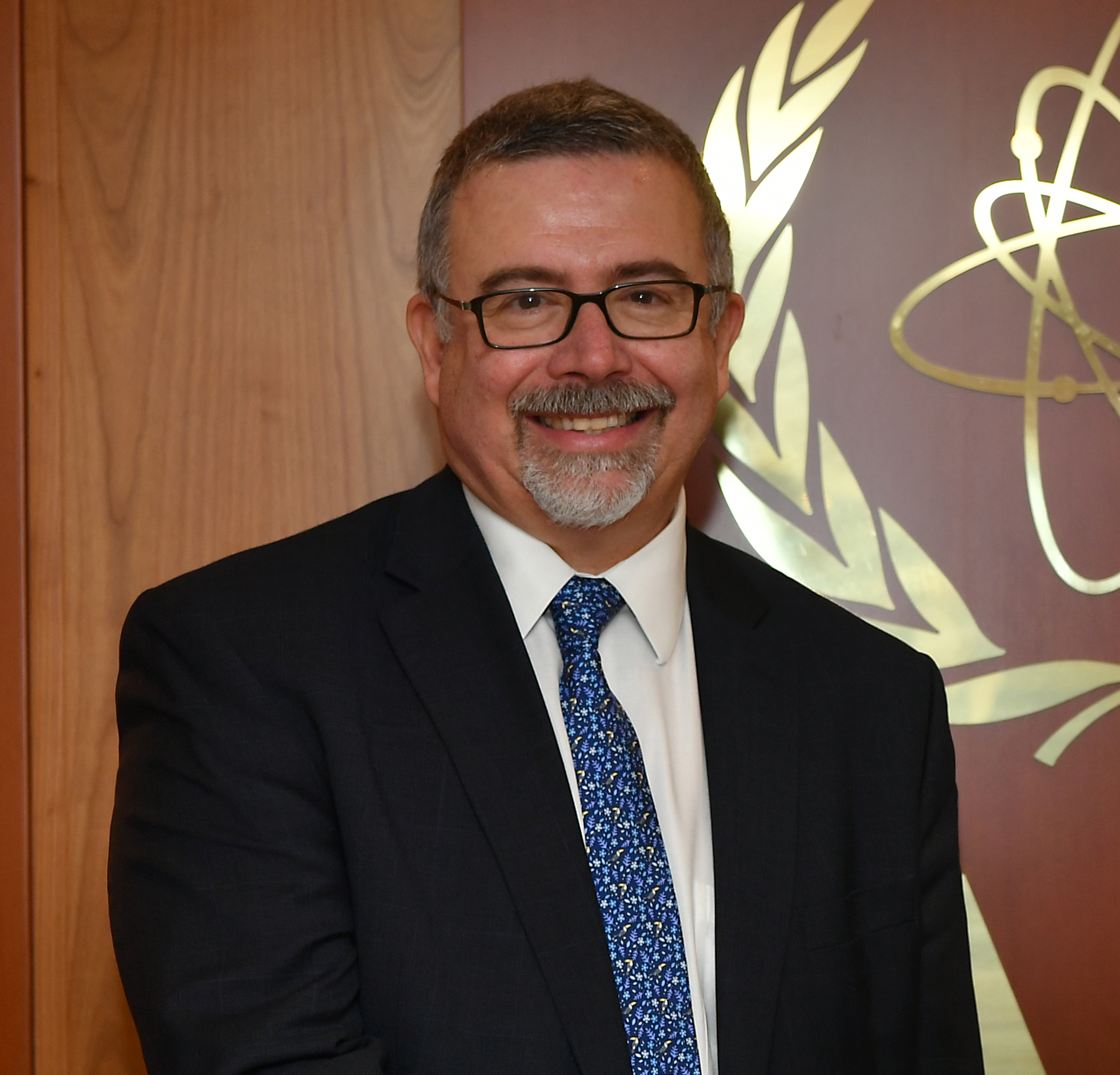
Gustavo Ainchil

Gustavo Eduardo Ainchil (* 9. Februar 1959 in Buenos Aires) ist ein argentinischer Diplomat.

## Werdegang
Gustavo Eduardo Ainchil studierte an der Universität Barcelona Rechtswissenschaften und wurde Anwalt. 1985 stieg er in den diplomatischen Dienst des argentinischen Außenministeriums ein. Von 1985 bis 1987 war er für die Verträge in der Direktion des Außenministeriums zuständig. Von 1988 bis 1991 arbeitete er in der Abteilung für Atomfragen und Abrüstung. 1991 war er Teil einer Delegation Argentiniens bei der UNCD in Genf. Von 1992 bis 1997 arbeitete Gustavo Eduardo Ainchil an der Argentinischen Botschaft in Montevideo. Von 1997 bis 1999 arbeitete er in der Abteilung für internationale Wirtschaftsangelegenheiten im Außenministerium in Buenos Aires. Von 1999 bis 2007  war Gustavo Eduardo Ainchil bei der Ständigen Vertretung Argentiniens bei den Vereinten Nationen in New York. Von 2007 bis 2016 war Ainchil Leiter der Abteilung für „internationale Sicherheit in Nuklear- und Weltraumangelegenheiten“. Von 2016 bis 2020 war Gustavo Eduardo Ainchil Argentiniens Ständiger Vertreter bei der Internationalen Zivilluftfahrtorganisation in Montreal. In den Arbeitsjahren 2018/19 war er verantwortlich für die Arbeitsgruppe für Governance und Effizienz. 2020 war er Vize-Präsident des ICAO-Rates. Seit 3. März 2021 ist er argentinischer Botschafter in Österreich und ist gleichzeitig Ständiger Vertreter Argentiniens bei den Vereinten Nationen in Wien.

## Privates
Gustavo Eduardo Ainchil ist verheiratet und hat sechs Kinder.